# Dave & Ansel Collins
Dave & Ansel Collins waren ein jamaikanisches Reggae-Duo, das in den frühen 1970er Jahren international erfolgreich war.

## Bandgeschichte
Dave Barker begann seine Musikkarriere in den 60ern als Mitglied der Band The Techniques und als Studiosänger in Kingston, Jamaika. Mit der Soloaufnahme Shocks of Mighty hatte er einen ersten eigenen Hit, dem weitere Aufnahmen folgten.
1971 schloss er sich mit dem Keyboarder Ansel Collins zusammen und es entstand die Single Double Barrel. Nachdem die Early-Reggae-Nummer mit der simplen Klaviertonfolge und Barkers Toasting sowie rhythmischen Orgelklängen in Jamaika ein großer Hit geworden war, wurde sie auch in Großbritannien und vielen anderen Ländern veröffentlicht. In den UK-Singles-Charts erreichte das Lied Platz 1, ebenso in den Niederlanden, in Deutschland und den USA kam es unter die Top 30. Als Studiomusikern war an der Single auch Sly Dunbar am Schlagzeug beteiligt, dessen erste Aufnahme überhaupt das war.
Autor und Produzent der Single war Winston Riley, vorher ebenfalls bei den Techniques, der auch für den zweiten Hit Monkey Spanner verantwortlich war. Das Lied erreichte die Top 10 in UK, der internationale Erfolg blieb allerdings auf England beschränkt. Das galt auch für das folgende Album, das wie der erste Hit Double Barrel hieß.
Danach scheiterte der Versuch, Barkers Hit Shocks of Mighty als Duo über Jamaika hinaus bekannt zu machen. Auch weitere Aufnahmen blieben erfolglos.
Collins ging daraufhin wieder nach Jamaika zurück, wo er als Studiomusiker mit Sly & Robbie (Sly Dunbar & Robbie Shakespeare) und vielen anderen bekannten Reggae-Künstlern zusammenarbeitete. Dave Barker blieb in London und ließ weitere Soloaufnahmen folgen. 1975 erschien das Album In the Ghetto zwar unter „Dave & Ansel Collins“, es ist aber unklar, ob Collins tatsächlich daran mitwirkte. Später schloss sich Barker der Band Chain Reaction an und war später auch weiter solo tätig, wobei er sich musikalisch in Richtung Soul wandte.
Double Barrel wurde mehrfach gecovert und gesampelt. Unter anderem wurde es in dem Hit Gal Wine von Chaka Demus and Pliers verwendet, der die Top 20 in England erreichte.
Verwirrung stiften die Namen der beiden Musiker. Der Name Dave Barker entstand erst für die Solokarriere von David Crooks ab 1969. Der gemeinsame Bandname „Dave & Ansel Collins“ las sich aber wie der eines Brüderpaares und tatsächlich erschienen im Anschluss an Double Barrel auch einige Barker-Singles unter dem Namen Dave Collins, später kehrte er aber wieder zu Barker zurück.
Auf Double Barrel wurde zudem Collins Vorname „Ansil“ geschrieben, später nur noch Ansel.

## Mitglieder
- Dave Barker (* 10. Oktober 1947 in Kingston, eigentlich David John Crooks), Sänger
- Ansel Collins (* 1949 in Jamaika), Keyboarder

## Diskografie

### Dave & Ansel Collins
Alben
- Double Barrel (1972), später als The Heavy, Heavy, Monster Sounds of Dave & Ansel Collins wiederveröffentlicht[5]
- In the Ghetto (1975)

Singles
- Double Barrel (1970)
- Monkey Spanner (1971)
- Shocks of Mighty (1972)
- Ton Up Kids (1973)

### Dave Barker
Alben
- Prisoner of Love (1970)

Singles
- Prisoner of Love (1969)
- Lock Jaw (1969 mit Tommy McCook & The Upsetters)
- Shocks of Mighty (1970)
- Ride Your Pony (1972)
- Hot Line (1973)